# دارکوب زرد
دارکوب زرد (نام علمی: Celeus flavescens) نام یک گونه از زیرخانواده دارکوبیان است.